# İskender Yediler
İskender Yediler (* 1953 in Eskişehir, Türkei) ist ein seit seiner Kindheit in Deutschland lebender deutsch-türkischer Bildhauer.

## Leben

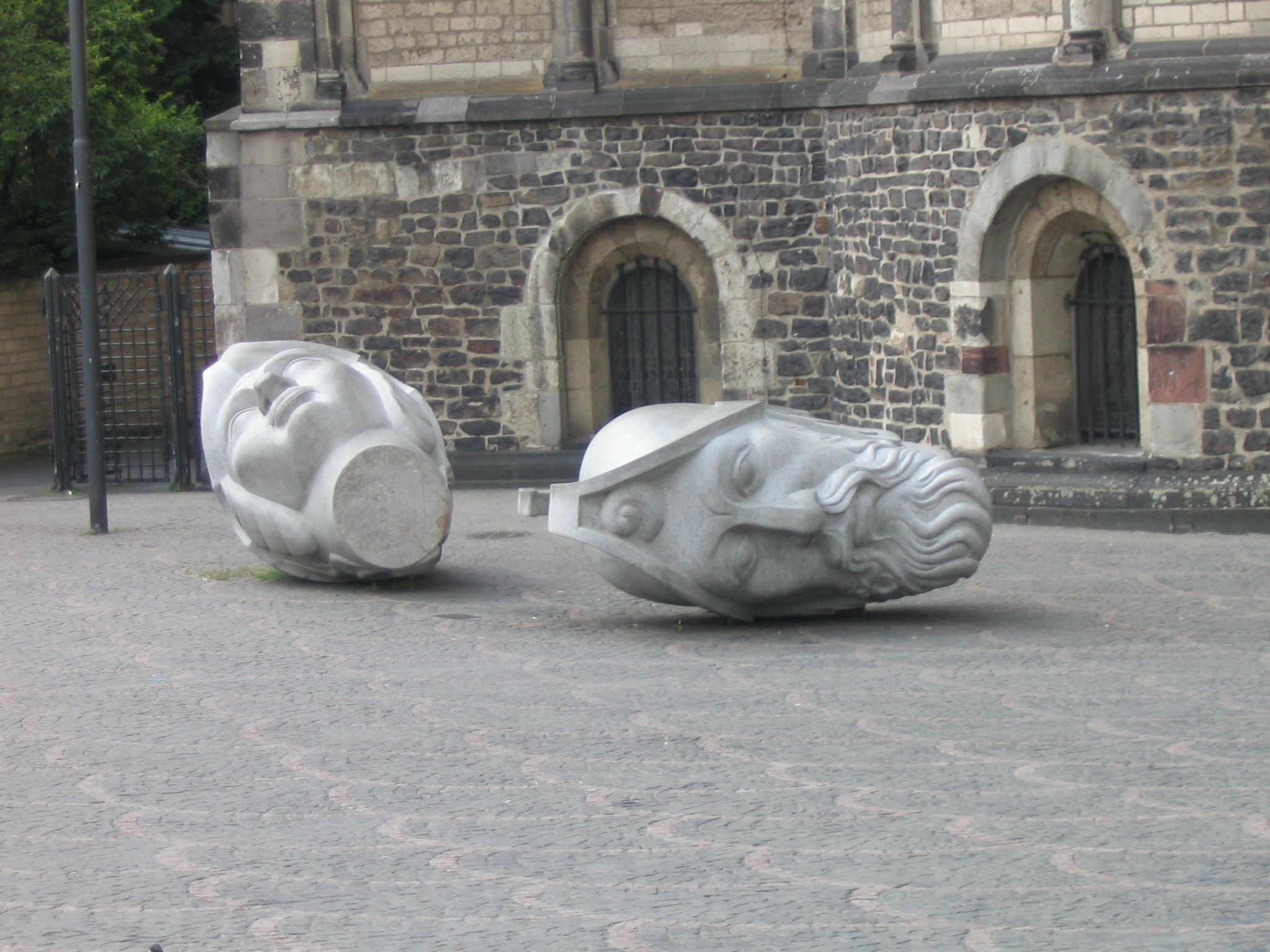
Yedilers Cassius und Florentius vor dem Bonner Münster

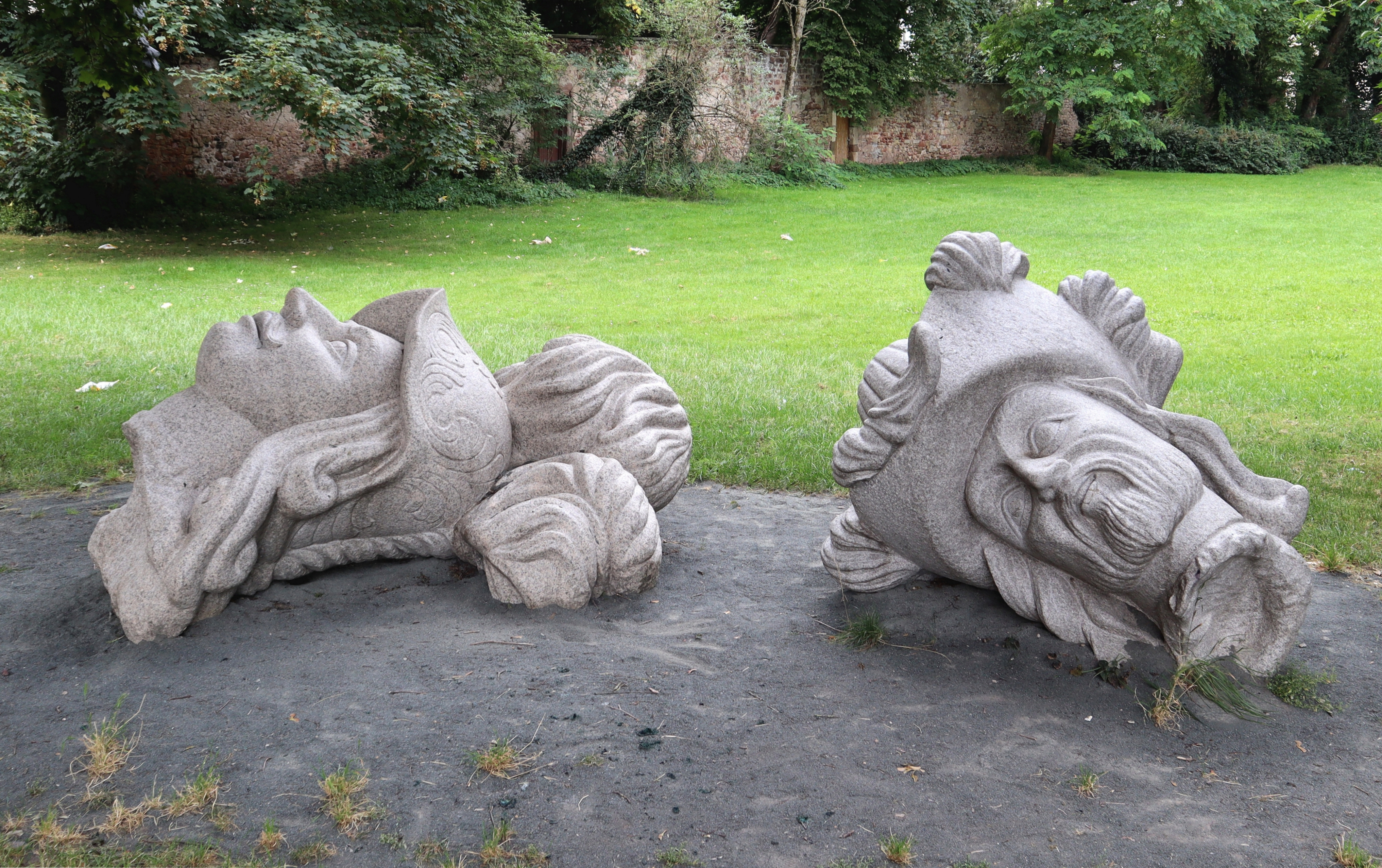
Trierer Märtyrer vor der Basilika Sankt Paulin in Trier

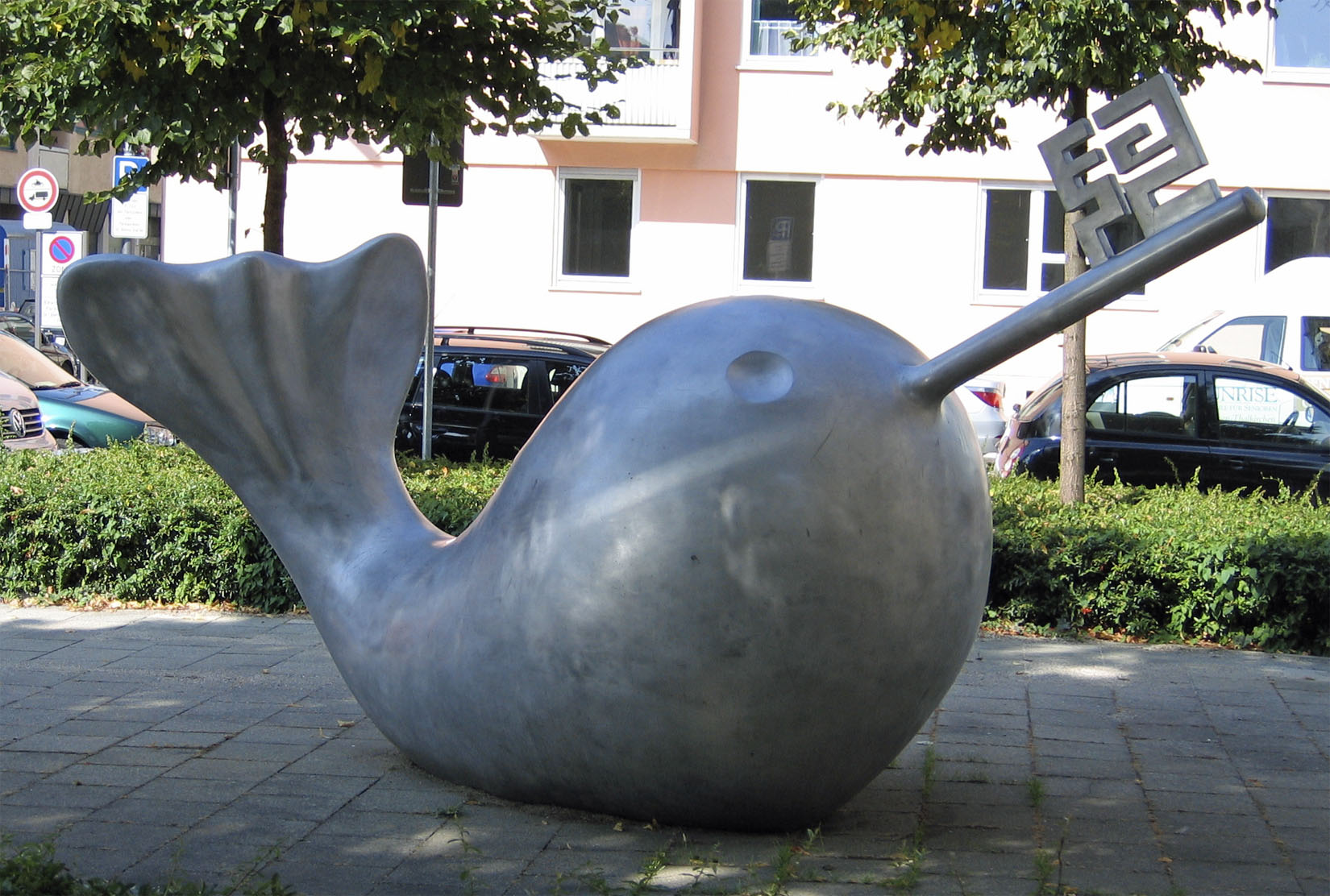
Fisch mit Schlüssel vor St. Benno in München

1961 kam Yediler nach Deutschland. Von 1972 bis 1974 besuchte er in München zunächst die Fachoberschule für Gestaltung, danach die Fachhochschule, die er 1979 mit dem Diplom für Graphik Design abschloss. Von 1981 bis 1983 studierte Yediler Bildhauerei an der Akademie der Bildenden Künste München, anschließend besuchte er bis 1987 die staatliche Kunstakademie Düsseldorf und studierte Bildhauerei bei Ulrich Rückriem.
Yediler stellt seit 1988 international in Galerien aus. Ab 2002 entstand eine Anzahl Heiligenskulpturen im öffentlichen Raum, so der Cassius und Florentius vor dem Bonner Münster, eine St. Benno-Skulptur vor der St. Benno-Kirche München, St. Gereon vor der St. Gereon-Kirche in Köln, der Kopf von Johannes dem Täufer vor der Kirche St. Johann in Donaueschingen sowie St. Blasius vor der Domkirche des ehemaligen  Benediktinerklosters in St. Blasien im Hochschwarzwald.
2004 realisierte der Künstler zusammen mit dem Goethe-Institut Kiew ein „Türenprojekt“ in Simferopol.
Iskender Yediler lebt und arbeitet in Berlin. Seine Werke befinden sich unter anderem im Proje4L/Elgiz Museum of Contemporary Art in Istanbul, Dimitris Daskalopoulos Collection in Athen, Sammlung Thomas Olbricht, Essen, Borusan Contemporary Art Collection, Istanbul, Sammlung Zwach, Friesenheim, Sammlung Neues Museum Staatliches Museum für Kunst und Design in Nürnberg sowie Sammlung Rheinisches Landesmuseum Bonn.

## Ausstellungen
Einzelausstellungen 
- Rheinisches Landesmuseum Bonn, 1999
- Sprengel Museum Hannover, Intervention Nr. 20, 2000
- Kunstverein Heilbronn, 2001
- Forum Kunst Rottweil, 2002
- Tyrler Studio Innsbruck, 2004
- Fragilty, AXA Art Lounge, Art Basel, 2008
- Galerie Andreas Höhne, München, 2008,
- Always Something, Galerie E105, Berlin, 2011

 Gruppenausstellungen 
- Elgiz 10 Istanbul, Elgiz Museum of Contemporary Art, İstanbul, 2011
- I Love Aldi, Wilhelm Hack Museum, Ludwigshafen, 2011
- Kunst von alten und neuen Meistern, Bugenhagenkirche, Hamburg, 2010
- Looking for a New World, Kumamoto, Michima, Sendai, Japan, 2009
- European Attitute, Zendai MOMA, Shanghai, 2008
- Made in Turkey, Paulskirche Frankfurt, 2008.